# Silur
| Silur pred 443.8–419.2 milijoni let PreЄ Є O S D C P T J K Pg N |                                                    |
| Srednja vrednost atmosferskega O 2 skozi obdobje | ok. 14 prost. % (70 % sedanje vrednosti)           |
| Srednja vrednost atmosferskega CO 2 skozi obdobje | ok. 4500 ppm (16 krat pred industrijske vrednosti) |
| Srednja površinska temperatura skozi obsobje | ok. 17 °C (3 °C nad sedanjo vrednostjo)            |
| Višina gladine (nad sedanjo) | Okoli 180 m, s kratkotrajnimi padci                |
| Epohe silurja-444 —–-442 —–-440 —–-438 —–-436 —–-434 —–-432 —–-430 —–-428 —–-426 —–-424 —–-422 —–-420 —–-418 — P a l e o z o i k OrdovicijS i l u rDevonL l a n d o v e r i jW e n l o c k i jL u d l o w i jPridolijRhuddanijAeronijTelychijSheinwoodijHomerijGorstijLudfordij ←Laujev dogodek←Muldejev dogodek←Irevikenov dogodekEpohe silurja. Lestvica: pred milijoni let. |                                                    |

Silúr je geološka doba v paleozoiku, ki se je raztezala pred približno 439 milijoni let, do začetka devona pred 408,5 milijoni let. Kot pri drugih geoloških dobah, so skalovja, ki označujejo začetek in konec dobe, dobro opredeljena, vendar se natančno obdobje lahko razlikuje za 5-10 milijonov let.
Silur je doba, ki so jo geologi zaradi zelo različnih ostankov-usedlin razdelili v dve poddobi; Ordovicij in Gotlandij, kakor so nekoč imenovali silur.

## Delitev silurja
Sodobni geologi delijo silur na štiri obdobja in sicer:
Pridoli je poimenovano po najdbah na najdišču Pridoli;
- Pridoli - od 418,7 do 418,0 milijonov let,

Ludlow najdbe so na dveh najdiščih;
- Ludfordij - od 421,3 do 416,0 milijonov let,
- Gorstij - od 422,9 do 421,3 milijonov let,

Wenlock najdbe so na dveh najdiščih;
- Homerij - od 426,2 do 422,9 milijonov let,
- Sheinwoodij - od 428,2 do 4262,2 milijonov let,

Landovery najdbe so na treh evropskih in dveh ameriških najdiščih;
- Teličij - od 436,0 do 428,2 milijonov let,
- Aeronij - od 439,0 do 436,0 milijonov let,
- Rudanij - od 443,7 do 439,0 milijonov let,
- Ontarij - zajema zgodnji silur na ameriški celini,
- Aleksandrij - zajema zgodnji silur na ameriški celini,

## Favna silurja
Začetek silurja zaznamuje veliko izumrtje 60 % morskih vrst. V silurju so se pojavile prve kopenske rastline, ribe oklepnice, ščipalci, stonoge ter veliko morskih alg.